# ダグ・ギルバート
"デンジャラス" ダグ・ギルバート（"Dangerous" Doug Gilbert、本名：Douglas Gilbert、1969年2月5日 - ）は、アメリカ合衆国のプロレスラー。テネシー州レキシントン出身。
日本では1990年代に怪奇派覆面レスラーのフレディ・クルーガー（Freddie Krueger）として活躍した。父親はトミー・ギルバート、実兄はエディ・ギルバート。
1970年代に覆面レスラーのザ・プロフェッショナルとして国際プロレスや新日本プロレスに来日したダグ・ギルバート（ダグ・リンゼイ）は別人であり、血縁関係もない。

## 来歴
1986年のデビュー後はジ・エンフォーサー（The Enforcer）などのリングネームを用い、エディ・ギルバートも主戦場としていたビル・ワット主宰のUWFにおいて、スカッシュ・マッチ用のジョバーとして活動。ファビュラス・フリーバーズ、スティング、ロン・シモンズなどメインイベンターのジョブ・ボーイを務めながらキャリアを積んだ。
1988年2月からは本名のダグ・ギルバート（Doug Gilbert）として、地元テネシーのCWAおよび後継団体のUSWAを主戦場に、ラフファイト主体のヒールとなって活動。同年代の二世レスラーであるジェフ・ジャレットと抗争を繰り広げ、ジェリー・ローラー、ビル・ダンディー、リッキー・モートンとも対戦。1990年10月6日にはトニー・アンソニーと組んでジャレット&ジェフ・ゲイロードからUSWA世界タッグ王座を奪取した。
1991年末より、覆面レスラーのダーク・パトリオット（The Dark Patriot）に変身してテキサス州ダラスのGWFに参戦。本家のパトリオットと抗争を展開し、1992年1月31日にはGWF北米ヘビー級王座を奪取したが、3月27日に兄のエディに明け渡している。
1992年12月、ホラー映画『エルム街の悪夢』に登場する怪人のネーミングとキャラクターをそのまま拝借した、フレディ・クルーガー（Freddie Krueger）としてW★INGプロモーションに初来日。劇中のフレディを模したゴムマスクを被り、鉤爪と中折れ帽に横縞のセーターという、同様の衣装をリングコスチュームとした怪奇派レスラーとなって活躍する。同じくスプラッター映画の殺人鬼をギミックとしたレザーフェイスともタッグを組み、1993年3月30日には松永光弘&クラッシュ・ザ・ターミネーターを下してW★ING認定世界タッグ王座を獲得した。
W★INGへの来日を続けつつ、アメリカではダーク・パトリオットのギミックで初期のECWに参戦し、テリー・ファンクとも対戦。1993年8月3日にはエディと組んでECWタッグ王座を奪取している。1994年8月からは、W★INGの後継団体であるIWAジャパンに参戦。同年10月にはダーク・パトリオットとして来日し、ブライアン・クリストファーと組んでIWA世界タッグ王座の初代王者チーム決定リーグ戦に出場した。
古巣のUSWAでは1995年1月9日、トミー・リッチと組んでJ・C・アイス&ウルフィー・DのPG-13を破り、USWA世界タッグ王座に返り咲いている。以降、トレイシー・スマザーズ&ジェシー・ジェームズ・アームストロングとも同王座を争った。1996年1月21日には、当時USWAと提携していたWWFのロイヤルランブルに出場。2月17日にはUSWAの本拠地メンフィスで行われたWWFのハウス・ショーにおいて、リッチとのコンビでゴッドウィンズ（ヘンリー・O・ゴッドウィン&フィニアス・I・ゴッドウィン）およびボディードナーズ（スキップ&ジップ）との3ウェイ・マッチに出場したが、WWFに継続参戦することはなかった。
日本での主戦場だったIWAジャパンでは、1998年1月13日に素顔のダグ・ギルバートとして、山田圭介を下してIWA世界ヘビー級王座を獲得。4月13日にゴーストフェイスことターザン後藤に敗れるまで保持した。以降もIWAジャパンには再三来日し、最後の参戦となった2004年8月には空位となっていたIWA世界ヘビー級王座の争奪トーナメントにフレディ・クルーガーとして出場したが、準決勝でビッグ・ボスマンに敗退した。
2000年代からは試合出場が減少するもインディー団体への参戦を続け、2009年3月にはガッツワールドプロレスリングに来日。2011年8月にはジャガロ・チャンピオンシップ・レスリングのPPV "JCW Legends & Icons" において、テネシー地区のレジェンド（オースチン・アイドル、ダッチ・マンテル、ココ・B・ウェア、ブリックハウス・ブラウン）との5ウェイ・マッチに出場した。
2017年11月23日、横浜ラジアントホールで行われた佐藤淳一レフェリーの引退記念興行において8年半ぶりに来日。USWAでの盟友でありW★INGでも共闘したスマザーズとタッグを組み、ザ・グレート・カブキ&井上雅央と対戦した。
その後もアメリカでは各地のインディー団体に出場しており、2022年3月25日にはニュー・サウス・レスリングのケンタッキー州レキシントンでのイベントでローラーとシングルマッチで対戦。2023年4月16日にはゲーム・チェンジャー・レスリングのインディアナ州エバンズビルでのPPVでリッチとのタッグチームを久々に結成した。

## 追記
- 父親のトミー・ギルバート（英語版）も、ダグ以前にフレディ・クルーガーのギミックを演じたことがあり、セミリタイア状態だった1989年にCWAおよびUSWAにおいて、ナイトメア・フレディ（Nightmare Freddy）と名乗って短期間ながら活動していた[25]。後のダグとまったく同じコスチュームで試合を行っていたが、ポジションはベビーフェイスでジェリー・ローラーやジェフ・ジャレットともタッグを組み[26]、マスター・オブ・ペインこと新人時代のマーク・キャラウェイと抗争していた[25]。
- 1993年11月には、兄のエディ・ギルバートもゴムマスクを被って覆面レスラーのブギーマンに変身し、W★INGプロモーションの『モースト・デンジャラス・タッグ・ウォーズ』にレザーフェイス（リック・パターソン）のパートナーとして出場[27]。11月26日に川崎市体育館において、ダグ扮するフレディ・クルーガー&クリプト・キーパー（英語版）と対戦したが[28]、13秒でエディがダグをフォールして試合を終わらせた後、互いにマスクを脱ぎ捨て自分たちの素顔を曝して兄弟であることを明かし、マイクでW★INGへの批判を公言した上で全日本プロレスへの移籍を表明するという事件を起こした[29][30]。ギャランティやマッチメークへの不満、さらには当日よりW★INGに復帰してきたジェイソン・ザ・テリブル（ラファエル・ロドリゲス）との不仲など、行動におよんだ原因には諸説ある。全日本移籍は実現せず、エディはこれが最後の来日となったが、ダグはW★ING崩壊後の1994年8月よりIWAジャパンに参戦した[5]。

## 得意技
- D・ボム（D-Bomb）[1]
- スカッド・ミサイル[2]
- パイルドライバー[2]

## 獲得タイトル
ユナイテッド・ステーツ・レスリング・アソシエーション
- USWA世界タッグ王座：6回（w / トニー・アンソニー×2、トミー・リッチ×4）[10]

グローバル・レスリング・フェデレーション
- GWF北米ヘビー級王座：1回[11]

インターナショナル・チャンピオンシップ・レスリング
- ICWタッグ王座：1回（w / デニス・コンドリー）[31]

W★INGプロモーション
- W★ING認定世界タッグ王座：1回（w / レザーフェイス）[12]

イースタン・チャンピオンシップ・レスリング
- ECWタッグ王座：1回（w / エディ・ギルバート）[14]

IWAジャパン
- IWA世界ヘビー級王座：1回[18]

NWAニュージャージー
- NWA USタッグ王座（復活版）：1回（w / バディ・ランデル）[32]